# Карельська тема
Каре́льська те́ма — тема в шаховій композиції. Суть теми — у хибному сліді проходять 3 або більше матів, які в рішенні повторюються на ті ж захисти чорних, причому ці мати в початковій позиції не заготовлені.

## Історія
В карельській шаховій газеті «Шахматное обозрение» № 5-6 1994 року в статті «Спасательный круг из Карелии» Валерій Олексійович Іванов (09.10.1953) описав дві нових ідеї, які вперше він разом з іншими проблемістами Карелії почав активно розробляти. Одна з них має назву повенецька тема, але розглянемо іншу. Так от спочатку він звернув увагу на задачу Х. Хультберга, опубліковану в 1984 році (Kf1, Df4, Pf2, g2, h4 — Kh1, Th2?/1. Dg5? Th3!/1. Dg4!). Але в цій задачі на хід 1. … Th4 мат заготовлений.
У 1991 році задача Валерія Іванова на меморіалі В. Брона відмічена 1 похвальним відгуком. В початковій позиції жоден мат не заготовлений. Згодом з таким задумом Валерій Іванов опублікував ряд задач й дав ідеї назву за географічним проживанням авторів — карельська тема.
|   | a | b | c | d | e | f | g | h |   |
| 8 | h7 білий ферзь · a6 білий пішак · c5 білий король · d5 чорний кінь · a4 чорний король · a2 білий пішак | h7 білий ферзь · a6 білий пішак · c5 білий король · d5 чорний кінь · a4 чорний король · a2 білий пішак | h7 білий ферзь · a6 білий пішак · c5 білий король · d5 чорний кінь · a4 чорний король · a2 білий пішак | h7 білий ферзь · a6 білий пішак · c5 білий король · d5 чорний кінь · a4 чорний король · a2 білий пішак | h7 білий ферзь · a6 білий пішак · c5 білий король · d5 чорний кінь · a4 чорний король · a2 білий пішак | h7 білий ферзь · a6 білий пішак · c5 білий король · d5 чорний кінь · a4 чорний король · a2 білий пішак | h7 білий ферзь · a6 білий пішак · c5 білий король · d5 чорний кінь · a4 чорний король · a2 білий пішак | h7 білий ферзь · a6 білий пішак · c5 білий король · d5 чорний кінь · a4 чорний король · a2 білий пішак | 8 |
| 7 | h7 білий ферзь · a6 білий пішак · c5 білий король · d5 чорний кінь · a4 чорний король · a2 білий пішак | h7 білий ферзь · a6 білий пішак · c5 білий король · d5 чорний кінь · a4 чорний король · a2 білий пішак | h7 білий ферзь · a6 білий пішак · c5 білий король · d5 чорний кінь · a4 чорний король · a2 білий пішак | h7 білий ферзь · a6 білий пішак · c5 білий король · d5 чорний кінь · a4 чорний король · a2 білий пішак | h7 білий ферзь · a6 білий пішак · c5 білий король · d5 чорний кінь · a4 чорний король · a2 білий пішак | h7 білий ферзь · a6 білий пішак · c5 білий король · d5 чорний кінь · a4 чорний король · a2 білий пішак | h7 білий ферзь · a6 білий пішак · c5 білий король · d5 чорний кінь · a4 чорний король · a2 білий пішак | h7 білий ферзь · a6 білий пішак · c5 білий король · d5 чорний кінь · a4 чорний король · a2 білий пішак | 7 |
| 6 | h7 білий ферзь · a6 білий пішак · c5 білий король · d5 чорний кінь · a4 чорний король · a2 білий пішак | h7 білий ферзь · a6 білий пішак · c5 білий король · d5 чорний кінь · a4 чорний король · a2 білий пішак | h7 білий ферзь · a6 білий пішак · c5 білий король · d5 чорний кінь · a4 чорний король · a2 білий пішак | h7 білий ферзь · a6 білий пішак · c5 білий король · d5 чорний кінь · a4 чорний король · a2 білий пішак | h7 білий ферзь · a6 білий пішак · c5 білий король · d5 чорний кінь · a4 чорний король · a2 білий пішак | h7 білий ферзь · a6 білий пішак · c5 білий король · d5 чорний кінь · a4 чорний король · a2 білий пішак | h7 білий ферзь · a6 білий пішак · c5 білий король · d5 чорний кінь · a4 чорний король · a2 білий пішак | h7 білий ферзь · a6 білий пішак · c5 білий король · d5 чорний кінь · a4 чорний король · a2 білий пішак | 6 |
| 5 | h7 білий ферзь · a6 білий пішак · c5 білий король · d5 чорний кінь · a4 чорний король · a2 білий пішак | h7 білий ферзь · a6 білий пішак · c5 білий король · d5 чорний кінь · a4 чорний король · a2 білий пішак | h7 білий ферзь · a6 білий пішак · c5 білий король · d5 чорний кінь · a4 чорний король · a2 білий пішак | h7 білий ферзь · a6 білий пішак · c5 білий король · d5 чорний кінь · a4 чорний король · a2 білий пішак | h7 білий ферзь · a6 білий пішак · c5 білий король · d5 чорний кінь · a4 чорний король · a2 білий пішак | h7 білий ферзь · a6 білий пішак · c5 білий король · d5 чорний кінь · a4 чорний король · a2 білий пішак | h7 білий ферзь · a6 білий пішак · c5 білий король · d5 чорний кінь · a4 чорний король · a2 білий пішак | h7 білий ферзь · a6 білий пішак · c5 білий король · d5 чорний кінь · a4 чорний король · a2 білий пішак | 5 |
| 4 | h7 білий ферзь · a6 білий пішак · c5 білий король · d5 чорний кінь · a4 чорний король · a2 білий пішак | h7 білий ферзь · a6 білий пішак · c5 білий король · d5 чорний кінь · a4 чорний король · a2 білий пішак | h7 білий ферзь · a6 білий пішак · c5 білий король · d5 чорний кінь · a4 чорний король · a2 білий пішак | h7 білий ферзь · a6 білий пішак · c5 білий король · d5 чорний кінь · a4 чорний король · a2 білий пішак | h7 білий ферзь · a6 білий пішак · c5 білий король · d5 чорний кінь · a4 чорний король · a2 білий пішак | h7 білий ферзь · a6 білий пішак · c5 білий король · d5 чорний кінь · a4 чорний король · a2 білий пішак | h7 білий ферзь · a6 білий пішак · c5 білий король · d5 чорний кінь · a4 чорний король · a2 білий пішак | h7 білий ферзь · a6 білий пішак · c5 білий король · d5 чорний кінь · a4 чорний король · a2 білий пішак | 4 |
| 3 | h7 білий ферзь · a6 білий пішак · c5 білий король · d5 чорний кінь · a4 чорний король · a2 білий пішак | h7 білий ферзь · a6 білий пішак · c5 білий король · d5 чорний кінь · a4 чорний король · a2 білий пішак | h7 білий ферзь · a6 білий пішак · c5 білий король · d5 чорний кінь · a4 чорний король · a2 білий пішак | h7 білий ферзь · a6 білий пішак · c5 білий король · d5 чорний кінь · a4 чорний король · a2 білий пішак | h7 білий ферзь · a6 білий пішак · c5 білий король · d5 чорний кінь · a4 чорний король · a2 білий пішак | h7 білий ферзь · a6 білий пішак · c5 білий король · d5 чорний кінь · a4 чорний король · a2 білий пішак | h7 білий ферзь · a6 білий пішак · c5 білий король · d5 чорний кінь · a4 чорний король · a2 білий пішак | h7 білий ферзь · a6 білий пішак · c5 білий король · d5 чорний кінь · a4 чорний король · a2 білий пішак | 3 |
| 2 | h7 білий ферзь · a6 білий пішак · c5 білий король · d5 чорний кінь · a4 чорний король · a2 білий пішак | h7 білий ферзь · a6 білий пішак · c5 білий король · d5 чорний кінь · a4 чорний король · a2 білий пішак | h7 білий ферзь · a6 білий пішак · c5 білий король · d5 чорний кінь · a4 чорний король · a2 білий пішак | h7 білий ферзь · a6 білий пішак · c5 білий король · d5 чорний кінь · a4 чорний король · a2 білий пішак | h7 білий ферзь · a6 білий пішак · c5 білий король · d5 чорний кінь · a4 чорний король · a2 білий пішак | h7 білий ферзь · a6 білий пішак · c5 білий король · d5 чорний кінь · a4 чорний король · a2 білий пішак | h7 білий ферзь · a6 білий пішак · c5 білий король · d5 чорний кінь · a4 чорний король · a2 білий пішак | h7 білий ферзь · a6 білий пішак · c5 білий король · d5 чорний кінь · a4 чорний король · a2 білий пішак | 2 |
| 1 | h7 білий ферзь · a6 білий пішак · c5 білий король · d5 чорний кінь · a4 чорний король · a2 білий пішак | h7 білий ферзь · a6 білий пішак · c5 білий король · d5 чорний кінь · a4 чорний король · a2 білий пішак | h7 білий ферзь · a6 білий пішак · c5 білий король · d5 чорний кінь · a4 чорний король · a2 білий пішак | h7 білий ферзь · a6 білий пішак · c5 білий король · d5 чорний кінь · a4 чорний король · a2 білий пішак | h7 білий ферзь · a6 білий пішак · c5 білий король · d5 чорний кінь · a4 чорний король · a2 білий пішак | h7 білий ферзь · a6 білий пішак · c5 білий король · d5 чорний кінь · a4 чорний король · a2 білий пішак | h7 білий ферзь · a6 білий пішак · c5 білий король · d5 чорний кінь · a4 чорний король · a2 білий пішак | h7 білий ферзь · a6 білий пішак · c5 білий король · d5 чорний кінь · a4 чорний король · a2 білий пішак | 1 |
|   | a | b | c | d | e | f | g | h |   |

FEN: 8/7Q/P7/2Kn4/k7/8/P7/8
1. Qb7? ~ Zz
1. ...Ka3 2. Qb3#
1. ... Ka5 2. Qb5#
1. ... S~   2. Qb4#
1. ... Sb6!
1. Qb1! ~ Zz
1. ...Ka3 2. Qb3#
1. ... Ka5 2. Qb5#
1. ... S~   2. Qb4#
|   | a                                                                                     | b                                                                                     | c                                                                                     | d                                                                                     | e                                                                                     | f                                                                                     | g                                                                                     | h                                                                                     |   |
| 8 | c7 білий король · a6 чорний король · a4 білий пішак · c4 чорний кінь · d3 білий ферзь | c7 білий король · a6 чорний король · a4 білий пішак · c4 чорний кінь · d3 білий ферзь | c7 білий король · a6 чорний король · a4 білий пішак · c4 чорний кінь · d3 білий ферзь | c7 білий король · a6 чорний король · a4 білий пішак · c4 чорний кінь · d3 білий ферзь | c7 білий король · a6 чорний король · a4 білий пішак · c4 чорний кінь · d3 білий ферзь | c7 білий король · a6 чорний король · a4 білий пішак · c4 чорний кінь · d3 білий ферзь | c7 білий король · a6 чорний король · a4 білий пішак · c4 чорний кінь · d3 білий ферзь | c7 білий король · a6 чорний король · a4 білий пішак · c4 чорний кінь · d3 білий ферзь | 8 |
| 7 | c7 білий король · a6 чорний король · a4 білий пішак · c4 чорний кінь · d3 білий ферзь | c7 білий король · a6 чорний король · a4 білий пішак · c4 чорний кінь · d3 білий ферзь | c7 білий король · a6 чорний король · a4 білий пішак · c4 чорний кінь · d3 білий ферзь | c7 білий король · a6 чорний король · a4 білий пішак · c4 чорний кінь · d3 білий ферзь | c7 білий король · a6 чорний король · a4 білий пішак · c4 чорний кінь · d3 білий ферзь | c7 білий король · a6 чорний король · a4 білий пішак · c4 чорний кінь · d3 білий ферзь | c7 білий король · a6 чорний король · a4 білий пішак · c4 чорний кінь · d3 білий ферзь | c7 білий король · a6 чорний король · a4 білий пішак · c4 чорний кінь · d3 білий ферзь | 7 |
| 6 | c7 білий король · a6 чорний король · a4 білий пішак · c4 чорний кінь · d3 білий ферзь | c7 білий король · a6 чорний король · a4 білий пішак · c4 чорний кінь · d3 білий ферзь | c7 білий король · a6 чорний король · a4 білий пішак · c4 чорний кінь · d3 білий ферзь | c7 білий король · a6 чорний король · a4 білий пішак · c4 чорний кінь · d3 білий ферзь | c7 білий король · a6 чорний король · a4 білий пішак · c4 чорний кінь · d3 білий ферзь | c7 білий король · a6 чорний король · a4 білий пішак · c4 чорний кінь · d3 білий ферзь | c7 білий король · a6 чорний король · a4 білий пішак · c4 чорний кінь · d3 білий ферзь | c7 білий король · a6 чорний король · a4 білий пішак · c4 чорний кінь · d3 білий ферзь | 6 |
| 5 | c7 білий король · a6 чорний король · a4 білий пішак · c4 чорний кінь · d3 білий ферзь | c7 білий король · a6 чорний король · a4 білий пішак · c4 чорний кінь · d3 білий ферзь | c7 білий король · a6 чорний король · a4 білий пішак · c4 чорний кінь · d3 білий ферзь | c7 білий король · a6 чорний король · a4 білий пішак · c4 чорний кінь · d3 білий ферзь | c7 білий король · a6 чорний король · a4 білий пішак · c4 чорний кінь · d3 білий ферзь | c7 білий король · a6 чорний король · a4 білий пішак · c4 чорний кінь · d3 білий ферзь | c7 білий король · a6 чорний король · a4 білий пішак · c4 чорний кінь · d3 білий ферзь | c7 білий король · a6 чорний король · a4 білий пішак · c4 чорний кінь · d3 білий ферзь | 5 |
| 4 | c7 білий король · a6 чорний король · a4 білий пішак · c4 чорний кінь · d3 білий ферзь | c7 білий король · a6 чорний король · a4 білий пішак · c4 чорний кінь · d3 білий ферзь | c7 білий король · a6 чорний король · a4 білий пішак · c4 чорний кінь · d3 білий ферзь | c7 білий король · a6 чорний король · a4 білий пішак · c4 чорний кінь · d3 білий ферзь | c7 білий король · a6 чорний король · a4 білий пішак · c4 чорний кінь · d3 білий ферзь | c7 білий король · a6 чорний король · a4 білий пішак · c4 чорний кінь · d3 білий ферзь | c7 білий король · a6 чорний король · a4 білий пішак · c4 чорний кінь · d3 білий ферзь | c7 білий король · a6 чорний король · a4 білий пішак · c4 чорний кінь · d3 білий ферзь | 4 |
| 3 | c7 білий король · a6 чорний король · a4 білий пішак · c4 чорний кінь · d3 білий ферзь | c7 білий король · a6 чорний король · a4 білий пішак · c4 чорний кінь · d3 білий ферзь | c7 білий король · a6 чорний король · a4 білий пішак · c4 чорний кінь · d3 білий ферзь | c7 білий король · a6 чорний король · a4 білий пішак · c4 чорний кінь · d3 білий ферзь | c7 білий король · a6 чорний король · a4 білий пішак · c4 чорний кінь · d3 білий ферзь | c7 білий король · a6 чорний король · a4 білий пішак · c4 чорний кінь · d3 білий ферзь | c7 білий король · a6 чорний король · a4 білий пішак · c4 чорний кінь · d3 білий ферзь | c7 білий король · a6 чорний король · a4 білий пішак · c4 чорний кінь · d3 білий ферзь | 3 |
| 2 | c7 білий король · a6 чорний король · a4 білий пішак · c4 чорний кінь · d3 білий ферзь | c7 білий король · a6 чорний король · a4 білий пішак · c4 чорний кінь · d3 білий ферзь | c7 білий король · a6 чорний король · a4 білий пішак · c4 чорний кінь · d3 білий ферзь | c7 білий король · a6 чорний король · a4 білий пішак · c4 чорний кінь · d3 білий ферзь | c7 білий король · a6 чорний король · a4 білий пішак · c4 чорний кінь · d3 білий ферзь | c7 білий король · a6 чорний король · a4 білий пішак · c4 чорний кінь · d3 білий ферзь | c7 білий король · a6 чорний король · a4 білий пішак · c4 чорний кінь · d3 білий ферзь | c7 білий король · a6 чорний король · a4 білий пішак · c4 чорний кінь · d3 білий ферзь | 2 |
| 1 | c7 білий король · a6 чорний король · a4 білий пішак · c4 чорний кінь · d3 білий ферзь | c7 білий король · a6 чорний король · a4 білий пішак · c4 чорний кінь · d3 білий ферзь | c7 білий король · a6 чорний король · a4 білий пішак · c4 чорний кінь · d3 білий ферзь | c7 білий король · a6 чорний король · a4 білий пішак · c4 чорний кінь · d3 білий ферзь | c7 білий король · a6 чорний король · a4 білий пішак · c4 чорний кінь · d3 білий ферзь | c7 білий король · a6 чорний король · a4 білий пішак · c4 чорний кінь · d3 білий ферзь | c7 білий король · a6 чорний король · a4 білий пішак · c4 чорний кінь · d3 білий ферзь | c7 білий король · a6 чорний король · a4 білий пішак · c4 чорний кінь · d3 білий ферзь | 1 |
|   | a                                                                                     | b                                                                                     | c                                                                                     | d                                                                                     | e                                                                                     | f                                                                                     | g                                                                                     | h                                                                                     |   |

FEN: 8/2K5/k7/8/P1n5/3Q4/8/8
1. Qxc4+? Ka7!?, 1. Qd4? Ka5!, 1. Qd5? Sb6!
1. Qb1? ~ zz
1. ... Ka7 2. Qb7#
1. ... Ka5 2. Qb5#
1. ... S~   2. Qb6#
1. ... Sb2!
1. Qb3! ~ Zz
1. ... Ka7 2. Qb7#
1. ... Ka5 2. Qb5#
1. ... S~   2. Qb6#
Спростування спроб стають варіантами рішення.
|   | a | b | c | d | e | f | g | h |   |
| 8 | f8 білий король · b6 білий слон · f5 білий кінь · g5 чорний король · g4 чорний пішак · d3 білий ферзь · g2 білий пішак | f8 білий король · b6 білий слон · f5 білий кінь · g5 чорний король · g4 чорний пішак · d3 білий ферзь · g2 білий пішак | f8 білий король · b6 білий слон · f5 білий кінь · g5 чорний король · g4 чорний пішак · d3 білий ферзь · g2 білий пішак | f8 білий король · b6 білий слон · f5 білий кінь · g5 чорний король · g4 чорний пішак · d3 білий ферзь · g2 білий пішак | f8 білий король · b6 білий слон · f5 білий кінь · g5 чорний король · g4 чорний пішак · d3 білий ферзь · g2 білий пішак | f8 білий король · b6 білий слон · f5 білий кінь · g5 чорний король · g4 чорний пішак · d3 білий ферзь · g2 білий пішак | f8 білий король · b6 білий слон · f5 білий кінь · g5 чорний король · g4 чорний пішак · d3 білий ферзь · g2 білий пішак | f8 білий король · b6 білий слон · f5 білий кінь · g5 чорний король · g4 чорний пішак · d3 білий ферзь · g2 білий пішак | 8 |
| 7 | f8 білий король · b6 білий слон · f5 білий кінь · g5 чорний король · g4 чорний пішак · d3 білий ферзь · g2 білий пішак | f8 білий король · b6 білий слон · f5 білий кінь · g5 чорний король · g4 чорний пішак · d3 білий ферзь · g2 білий пішак | f8 білий король · b6 білий слон · f5 білий кінь · g5 чорний король · g4 чорний пішак · d3 білий ферзь · g2 білий пішак | f8 білий король · b6 білий слон · f5 білий кінь · g5 чорний король · g4 чорний пішак · d3 білий ферзь · g2 білий пішак | f8 білий король · b6 білий слон · f5 білий кінь · g5 чорний король · g4 чорний пішак · d3 білий ферзь · g2 білий пішак | f8 білий король · b6 білий слон · f5 білий кінь · g5 чорний король · g4 чорний пішак · d3 білий ферзь · g2 білий пішак | f8 білий король · b6 білий слон · f5 білий кінь · g5 чорний король · g4 чорний пішак · d3 білий ферзь · g2 білий пішак | f8 білий король · b6 білий слон · f5 білий кінь · g5 чорний король · g4 чорний пішак · d3 білий ферзь · g2 білий пішак | 7 |
| 6 | f8 білий король · b6 білий слон · f5 білий кінь · g5 чорний король · g4 чорний пішак · d3 білий ферзь · g2 білий пішак | f8 білий король · b6 білий слон · f5 білий кінь · g5 чорний король · g4 чорний пішак · d3 білий ферзь · g2 білий пішак | f8 білий король · b6 білий слон · f5 білий кінь · g5 чорний король · g4 чорний пішак · d3 білий ферзь · g2 білий пішак | f8 білий король · b6 білий слон · f5 білий кінь · g5 чорний король · g4 чорний пішак · d3 білий ферзь · g2 білий пішак | f8 білий король · b6 білий слон · f5 білий кінь · g5 чорний король · g4 чорний пішак · d3 білий ферзь · g2 білий пішак | f8 білий король · b6 білий слон · f5 білий кінь · g5 чорний король · g4 чорний пішак · d3 білий ферзь · g2 білий пішак | f8 білий король · b6 білий слон · f5 білий кінь · g5 чорний король · g4 чорний пішак · d3 білий ферзь · g2 білий пішак | f8 білий король · b6 білий слон · f5 білий кінь · g5 чорний король · g4 чорний пішак · d3 білий ферзь · g2 білий пішак | 6 |
| 5 | f8 білий король · b6 білий слон · f5 білий кінь · g5 чорний король · g4 чорний пішак · d3 білий ферзь · g2 білий пішак | f8 білий король · b6 білий слон · f5 білий кінь · g5 чорний король · g4 чорний пішак · d3 білий ферзь · g2 білий пішак | f8 білий король · b6 білий слон · f5 білий кінь · g5 чорний король · g4 чорний пішак · d3 білий ферзь · g2 білий пішак | f8 білий король · b6 білий слон · f5 білий кінь · g5 чорний король · g4 чорний пішак · d3 білий ферзь · g2 білий пішак | f8 білий король · b6 білий слон · f5 білий кінь · g5 чорний король · g4 чорний пішак · d3 білий ферзь · g2 білий пішак | f8 білий король · b6 білий слон · f5 білий кінь · g5 чорний король · g4 чорний пішак · d3 білий ферзь · g2 білий пішак | f8 білий король · b6 білий слон · f5 білий кінь · g5 чорний король · g4 чорний пішак · d3 білий ферзь · g2 білий пішак | f8 білий король · b6 білий слон · f5 білий кінь · g5 чорний король · g4 чорний пішак · d3 білий ферзь · g2 білий пішак | 5 |
| 4 | f8 білий король · b6 білий слон · f5 білий кінь · g5 чорний король · g4 чорний пішак · d3 білий ферзь · g2 білий пішак | f8 білий король · b6 білий слон · f5 білий кінь · g5 чорний король · g4 чорний пішак · d3 білий ферзь · g2 білий пішак | f8 білий король · b6 білий слон · f5 білий кінь · g5 чорний король · g4 чорний пішак · d3 білий ферзь · g2 білий пішак | f8 білий король · b6 білий слон · f5 білий кінь · g5 чорний король · g4 чорний пішак · d3 білий ферзь · g2 білий пішак | f8 білий король · b6 білий слон · f5 білий кінь · g5 чорний король · g4 чорний пішак · d3 білий ферзь · g2 білий пішак | f8 білий король · b6 білий слон · f5 білий кінь · g5 чорний король · g4 чорний пішак · d3 білий ферзь · g2 білий пішак | f8 білий король · b6 білий слон · f5 білий кінь · g5 чорний король · g4 чорний пішак · d3 білий ферзь · g2 білий пішак | f8 білий король · b6 білий слон · f5 білий кінь · g5 чорний король · g4 чорний пішак · d3 білий ферзь · g2 білий пішак | 4 |
| 3 | f8 білий король · b6 білий слон · f5 білий кінь · g5 чорний король · g4 чорний пішак · d3 білий ферзь · g2 білий пішак | f8 білий король · b6 білий слон · f5 білий кінь · g5 чорний король · g4 чорний пішак · d3 білий ферзь · g2 білий пішак | f8 білий король · b6 білий слон · f5 білий кінь · g5 чорний король · g4 чорний пішак · d3 білий ферзь · g2 білий пішак | f8 білий король · b6 білий слон · f5 білий кінь · g5 чорний король · g4 чорний пішак · d3 білий ферзь · g2 білий пішак | f8 білий король · b6 білий слон · f5 білий кінь · g5 чорний король · g4 чорний пішак · d3 білий ферзь · g2 білий пішак | f8 білий король · b6 білий слон · f5 білий кінь · g5 чорний король · g4 чорний пішак · d3 білий ферзь · g2 білий пішак | f8 білий король · b6 білий слон · f5 білий кінь · g5 чорний король · g4 чорний пішак · d3 білий ферзь · g2 білий пішак | f8 білий король · b6 білий слон · f5 білий кінь · g5 чорний король · g4 чорний пішак · d3 білий ферзь · g2 білий пішак | 3 |
| 2 | f8 білий король · b6 білий слон · f5 білий кінь · g5 чорний король · g4 чорний пішак · d3 білий ферзь · g2 білий пішак | f8 білий король · b6 білий слон · f5 білий кінь · g5 чорний король · g4 чорний пішак · d3 білий ферзь · g2 білий пішак | f8 білий король · b6 білий слон · f5 білий кінь · g5 чорний король · g4 чорний пішак · d3 білий ферзь · g2 білий пішак | f8 білий король · b6 білий слон · f5 білий кінь · g5 чорний король · g4 чорний пішак · d3 білий ферзь · g2 білий пішак | f8 білий король · b6 білий слон · f5 білий кінь · g5 чорний король · g4 чорний пішак · d3 білий ферзь · g2 білий пішак | f8 білий король · b6 білий слон · f5 білий кінь · g5 чорний король · g4 чорний пішак · d3 білий ферзь · g2 білий пішак | f8 білий король · b6 білий слон · f5 білий кінь · g5 чорний король · g4 чорний пішак · d3 білий ферзь · g2 білий пішак | f8 білий король · b6 білий слон · f5 білий кінь · g5 чорний король · g4 чорний пішак · d3 білий ферзь · g2 білий пішак | 2 |
| 1 | f8 білий король · b6 білий слон · f5 білий кінь · g5 чорний король · g4 чорний пішак · d3 білий ферзь · g2 білий пішак | f8 білий король · b6 білий слон · f5 білий кінь · g5 чорний король · g4 чорний пішак · d3 білий ферзь · g2 білий пішак | f8 білий король · b6 білий слон · f5 білий кінь · g5 чорний король · g4 чорний пішак · d3 білий ферзь · g2 білий пішак | f8 білий король · b6 білий слон · f5 білий кінь · g5 чорний король · g4 чорний пішак · d3 білий ферзь · g2 білий пішак | f8 білий король · b6 білий слон · f5 білий кінь · g5 чорний король · g4 чорний пішак · d3 білий ферзь · g2 білий пішак | f8 білий король · b6 білий слон · f5 білий кінь · g5 чорний король · g4 чорний пішак · d3 білий ферзь · g2 білий пішак | f8 білий король · b6 білий слон · f5 білий кінь · g5 чорний король · g4 чорний пішак · d3 білий ферзь · g2 білий пішак | f8 білий король · b6 білий слон · f5 білий кінь · g5 чорний король · g4 чорний пішак · d3 білий ферзь · g2 білий пішак | 1 |
|   | a | b | c | d | e | f | g | h |   |

FEN: 5K2/8/1B6/5Nk1/6p1/3Q4/6P1/8
1. Sg7? ~ Zz
1. ... Kf4 2. Qe3#
1. ... Kh4 2. Bd8#
1. ... Kf6 2. Qf5#
1. ... Kh6 2. Be3#
1. ... g3!
1. Sg3! ~ Zz
1. ... Kf4 2. Qe3#
1. ... Kh4 2. Bd8#
1. ... Kf6 2. Qf5#
1. ... Kh6 2. Be3#
Тема виражена на тлі королівської зірки.